# Bernard Lang
Pour les articles homonymes, voir Lang.
 (novembre 2017).
Bernard Lang, né en 1945, est directeur de recherche à l'INRIA. Fervent défenseur de la philosophie du logiciel libre, il a cofondé l'AFUL.

## Biographie

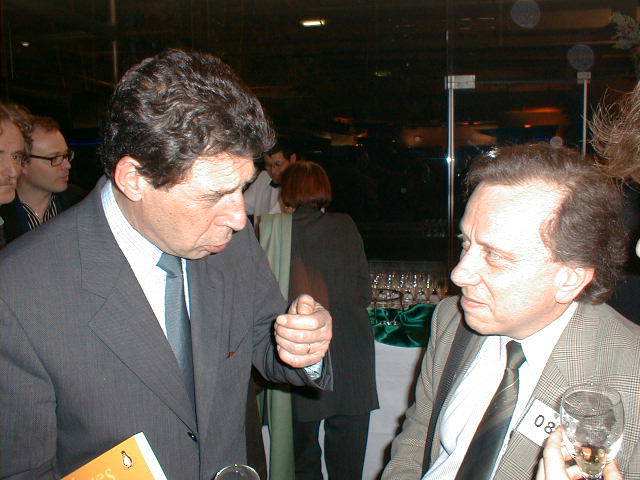
Émile Zuccarelli et Bernard Lang.

Après une formation d'ingénieur en télécommunications à Télécom Paris (1968), à SupAéro (1969), et à l'université Harvard (1970-1972), il rejoint Bouygues Telecom puis l'INRIA. Il est administrateur de l'Isoc France, vice-président de l'AFUL, administrateur de l'ADULLACT, administrateur de la FFII chapitre France.
À la fin des années 1970, Bernard Lang travaille sur le projet « Mentor », puis sur le projet « Centaur » relatif à l'édition structurée de programmes informatiques, élément déterminant pour l'élaboration des premiers systèmes d'édition interactive de documents structurés. Il est alors à l'avant-garde de la recherche sur HTML et XML.
Petit à petit, il prend parti en faveur des logiciels libres et contre les brevets de logiciels, notamment au sein de l'AFUL. Nommé représentant du logiciel libre au Conseil supérieur de la propriété littéraire et artistique (CSPLA) le 3 mai 2007.